# Hyadaphis veratri
Hyadaphis veratri är en insektsart. Hyadaphis veratri ingår i släktet Hyadaphis och familjen långrörsbladlöss. Inga underarter finns listade i Catalogue of Life.